# Seelingstädt
Seelingstädt település Németországban, azon belül Türingiában. Lakosainak száma 1278 fő (2023. december 31.).

## Népesség
A település népességének változása:
| Lakosok száma | 1318 | 1299 | 1286 | 1282 | 1278 |
|               | 2017 | 2019 | 2021 | 2022 | 2023 |